# Beelddenken
Beelddenken is het denken en leren in beelden. Het verschijnsel en de ermee verbonden theorie zijn wetenschappelijk omstreden. Beelddenken wordt wel door onderwijzers gebruikt. Verwante termen zijn visueel leersysteem en in het Engels visuospatial memory, visuospatial thinking en visuospatial learning.

## Oorsprong
In het Nederlandse taalgebied is het begrip geïntroduceerd door de logopedist Maria Krabbe in 1951. Zij werkte met kinderen met leerproblemen, zoals dyslexie, stotteren en schrijfproblemen. Deze kinderen bleken volgens haar te denken in beelden en zij noemde hen beelddenkers. Haar theorie is dat het lezen van woorden bij deze mensen eerst in beelden omgezet zal worden en ook het uitleggen van de eigen denkbeelden in taal zal veelal een beknopte uitleg zijn. Nel Ojemann heeft beelddenken in 1987 nader beschreven als een vorm van denken die iedereen gebruikt zolang men jong is. Volgens Ojemann gaat het om denken in beelden en handelingen, een beweeglijk omgaan met de werkelijkheid, dat de meeste mensen rond hun vijfde, zesde jaar loslaten ten gunste van het begripsdenken of woorddenken. Beelddenkers laten dit volgens haar echter niet los en maken er juist gebruik van.

## Theorie
Beelddenken plaatst zichzelf tegenover taaldenken of woorddenken, een vorm van denken in taal, maar ook tegenover begripsdenken en abstractie. Er zouden mensen zijn die voornamelijk en primair in beelden denken. Dat wil zeggen dat bij hen nieuwe informatie in beeld wordt opgeslagen en verwerkt. Begripsdenkers (woordelijk redenerende denkers) maken volgens de theorie meer gebruik van het bewust denken (bewuste gedachtegangen) en beelddenkers maken meer gebruik van intuïtief denken via het onbewuste. Het onbewuste verwerkt, en maakt (voor)bewust, met veel grotere snelheid dan het bewuste denken. Beelden, gevoelens, bewegingen, verhoudingen en eerdere ervaringen kunnen dan achtereenvolgens door het hoofd flitsen, al dan niet met woorden (auditief denkend). Veelal zijn het gedachtegangen die onderdeel zijn van een geheel en als zodanig de beelden ondersteunen. Dat alles gebeurt binnen honderdsten van seconden (door het onbewuste). Doordat het bewuste minder wordt gebruikt, kan het ook eerder overbelast raken. Er kan dan behoefte aan een rustmoment ontstaan, waarin vaak voor zich uit gestaard wordt en er achtereenvolgens allerlei waarnemingen tot het bewuste komen, die worden verwerkt binnen het denkbeeld. Beelddenken kan ook begrijpend denken (niet te verwarren met begripsdenken) genoemd worden, waarbij alle denkbeelden worden begrepen (zo is het) of juist niet. De denkbeelden passen dan wél, of juist niet in het denkbeeld (perspectief) als geheel. Vanwege die begrijpende manier van denken kan iemand zeer stellig zijn. In een discussie tussen een woorddenker en een beelddenker treedt vaak onderling onbegrip op. Veelal is er bij beelddenken ook sprake van een fotografisch geheugen. Zo kunnen vanuit het niets antwoorden of oplossingen opkomen zoals bij de wiskundigen/theoretische natuurkundigen Carl Friedrich Gauss, Hermann von Helmholtz en Henri Poincaré.
Ook maakt het grote ruimtelijk inzicht het mogelijk om al lopend (door straten), een plattegrond voor zich te zien (van boven). Zelfs kunnen beelden twee- of driedimensionaal zijn, bijvoorbeeld de binnenkant van een woning, ook als ze nog gebouwd moet worden (architect, aannemer, timmerman). Ook in het academisch denken is ruimte voor de beelddenker. Van Albert Einstein is bekend dat hij een grote mate van visueel ruimtelijk inzicht had. Een beelddenker kan een rijke verbeelding hebben, waardoor deze sneller, associatief en divergent (een snelle manier van verbanden leggen) tot inzichten kan komen.
Ondanks de verrichte studies buiten en binnen Nederland is de benadering omstreden en de invloed in de wetenschap en het onderwijs niet groot.
De reguliere manier van lesgeven zou volgens de aanhangers van het beelddenken-concept te veel zijn gericht op kinderen die in woorden denken. De informatieverwerking in het hoofd van een beelddenker zou op een andere manier verlopen. Dit levert problemen bij toetsen op. Het kind moet onder woorden brengen wat het in het hoofd ziet. Deze kinderen zouden meer behoefte aan beweging hebben en/of door leerkrachten als dromerig worden gezien. Door dit gedrag kunnen prestatieresultaten achterblijven en kan het door de onderwijzer als minder intelligent en moeilijk worden beschouwd, of als een minder theoretisch, praktisch ingesteld kind.
Hoogbegaafden en getalenteerden zouden een voorkeur voor beelddenken hebben. De beelddenker zou een samenwerking van het snelle beelddenken en de zintuigen hebben, waardoor ze bijvoorbeeld verfijnd en meer waarnemen. Een beelddenker ziet in het hoofd ongeveer 32 beelden per seconde, wat niet lukt met 'het bewuste waarnemen', maar alleen door middel van het onderbewustzijn. Een woorddenker denkt in twee woorden per seconde.

## Toepassing in onderwijs
Vanwege gebrek aan wetenschappelijk bewijs is er in Nederland en België in het onderwijs veel discussie over beelddenken. In Nederland organiseert het nationaal expertisecentrum Stichting Leerplanontwikkeling (SLO) congressen over beelddenken. Voor deze bijeenkomsten worden beelddenk-experts uit binnen- en buitenland uitgenodigd. In opdracht van het Nederlandse ministerie van OCW heeft de SLO een kernleerplan opgesteld. Dit kernleerplan bevat volgens de organisatie een richtinggevend kader om bestaande onderwijsmaterialen en -werkvormen te beoordelen en nieuwe te ontwikkelen. De term beelddenken komt er echter niet voor. Ook op lerarenopleidingen is nauwelijks aandacht voor beelddenken. De meeste leraren zijn niet in staat een beelddenkend kind te herkennen.
Voorstanders van het Beelddenken-concept menen dat kinderen die op een andere manier (via beelden) denken daardoor erkenning missen en vast kunnen lopen. Hen wordt zo een andere, betere onderwijsvorm (meer top-down) onthouden. De meest ideale manier om het visueel-ruimtelijke leerstijl bij een kind vast te stellen, is gebruik te maken van de subtest blokpatronen van de WISC-III (Wechsler Intelligence Scale for Children). Er zijn testen beschikbaar die beelddenken kunnen vaststellen, zoals de The Abstract Visual Reasoning, The Raven's Progressive Matrices, en in Nederland het Wereldspel van Nel Ojemann. Erkende bureaus verstrekken beelddenk-verklaringen waardoor kinderen aangepast top-down onderwijs kunnen krijgen.
Buiten Nederland en België is ook aandacht voor beelddenken in het onderwijs. Het Mind Research Institute in de Verenigde Staten heeft een nieuwe manier van visueel rekenonderwijs ontwikkeld. Het Mind Research Institute doet onderzoek en werkt samen met meer dan dertien universiteiten in de Verenigde Staten en daarbuiten, zoals Harvard University, Johns Hopkins University, University of Montreal, UCLA, East China Normal University, University of Victoria, UC Irvine, Medical University of South Carolina, North Carolina State University, University of Pittsburgh, University of California en University of Victoria. De methode ST Math, kenmerkt zich door rekenonderwijs zonder woorden. De ST staat voor Spatial Temporal Reasoning, kwantitatief redeneren in tijd en ruimte, dit wordt gevonden in het hogere denken. De methode is gebaseerd op toegepast neurologisch onderzoek en maakt gebruik van software. De software maakt gebruik van bewegende beelden, waarbij de leerling interactief gevraagd wordt rekenkundige vragen op te lossen. Inmiddels maken 1.285.000 leerlingen en studenten gebruik van deze methode. ST Math is op 5000 scholen (55000 onderwijzers maken gebruik van St. Math) in 48 staten ingevoerd. Samen met onderzoeksbureau WestED (Non-profit) werd onderzocht wat de schoolresultaten van de scholen waren na invoering van St. Math. Uit dit onderzoek kwam naar voren dat de scholen met de St Math methode aanzienlijk beter scoorden op rekengebied dan de scholen die de standaard rekenmethoden hanteerden. Het onderzoek werd geëvalueerd door SRI Education.

## Wetenschappelijke kritiek
Op veel universiteiten en onderzoeksinstituten wordt beelddenken onderzocht, het is echter niet stevig verankerd in de empirisch onderzoek. De meeste wetenschappers menen dat denken in beelden niet mogelijk is. T. Braams (kinder- en jeugdpsycholoog) zegt hierover:
Hoewel het zeker zo is dat de ene persoon sterker visueel is ingesteld dan de andere, is het voor wetenschappers onmogelijk zich een volkomen niet-talige vorm van denken voor te stellen.
En:
De taal is een enorm krachtig gereedschap om ingewikkelde zaken te overdenken. In de vorm van beelden is dat helemaal niet mogelijk.
Er zijn wetenschappers die denken dat er geen beeldende manier van denken bestaat – dat zijn voornamelijk wetenschappers vanuit linguïstische hoek – maar er zijn ook wetenschappers die deze linguïstische mening niet delen. Met name uit neuro-wetenschappelijke hoek is al sinds de vorige eeuw bekend, dat denken in beelden en top-down denken en redeneren bestaat. Ieder mens maakt gebruik van top-down en bottom-up-processing, maar sommige mensen maken juist meer gebruik van top-down denken dan van bottom-up denken. Dat taal een krachtig gereedschap is om ingewikkelde zaken te overdenken, is nog steeds twijfelachtig. Taal kan een krachtig wapen zijn om ingewikkelde zaken te overdenken, maar dat hoeft niet. Onderzoek naar taal en cognitie wordt op toonaangevende universiteiten en instituten gedaan, in Nederland op het Max Planck Instituut voor Psycholinguïstiek in Nijmegen. Over het algemeen wordt er vanuit gegaan dat beelddenken een theorie is die op aannames berust en dat onderzoekers, universiteiten en andere instituten zich niet met beelddenken bezighouden. In de onderwijskunde wordt aangenomen dat beelddenken een pseudo-wetenschap is, een mythe. Het wordt aangenomen dat beelddenken niet bestaat.
Onderzoek doen naar denken is lastig. Feit is wel dat woorddenkers zich niet kunnen voorstellen dat er mensen zijn die uitsluitend in beelden denken, dat geldt ook andersom. Wanneer men tot de ontdekking komt dat er mensen zijn die op een andere manier denken, kan er een zekere verwarring ontstaan. Zeker is, dat niet iedere beelddenker een genie is, maar dat beelddenkers die uitsluitend in beelden denken niet zouden bestaan, is wetenschappelijk zeer twijfelachtig en niet bewezen. Bovendien, dat taal de cognitie en gedachten zou beïnvloeden is wetenschappelijk gezien nog niet zeker. Een onderzoek uit 2018 gaf aan dat ervaren voorkeuren bij leerlingen nauwelijks correlatie vertonen met hun vaardigheden. Wel kon een (zwakke) correlatie gevonden tussen verbale vaardigheden en lezen/spellen.

## Einstein
Een grote tegenstander van het gelijkstellen van taal en begrip was Albert Einstein. Hij had een duidelijke mening over zijn eigen denken. Al in 1949, twee jaar eerder dan de introductie van het begrip beelddenken door Maria Krabbe in Nederland, verschenen in het boek Albert Einstein Autobiographical Notes diens gedachten over taal en het denkproces. Albert Einstein stelt de vraag wat denken precies is en wat de rol van taal is tijdens het denkproces. Hij sluit af:
Het is absoluut niet nodig dat een concept (idee of gedachte) wordt gekoppeld aan een sensorisch en reproduceerbaar teken (woorden); maar wanneer dit het geval is, kan het denken daardoor worden gecommuniceerd.
Oftewel, woorden zijn nodig om overdachte concepten en gedachten over te brengen, maar woorden worden zeker niet in ieder denkproces gebruikt. Dit bevestigde Jacques S. Hadamard (Frans wiskundige) -  hij benaderde Einstein met vragen over diens manier van denken. Hadamard, beschouwde zichzelf een beelddenker, benaderde de grote wiskundigen en natuurkundigen van zijn tijd om aan te tonen dat denken in kleuren en beelden belangrijk is voor het wetenschappelijk denken in natuur- en wiskunde. Hadamard stond recht tegenover de wetenschappers die taal en begrip als hetzelfde beschouwden. Zelf beschreef Hadamard zijn eigen denken als woordeloos, vaak vergezeld van beelden die een globale idee van een bewijs samenvatte. Einstein schreef in een brief gericht aan Hadamard:
(A) De woorden of de taal, zoals ze geschreven of gesproken zijn, lijken geen enkele rol te spelen in mijn denkmechanisme. De psychische entiteiten die als elementen in het denken lijken te dienen, zijn bepaalde tekens en min of meer duidelijke beelden die vrijwillig kunnen worden gereproduceerd en gecombineerd. Er is natuurlijk een zekere verbinding tussen die elementen en relevante logische concepten. Het is ook duidelijk dat er een wens is om uiteindelijk te komen tot logisch verbonden concepten, wat de emotionele basis is van dit nogal vage spel met de bovengenoemde elementen. Maar vanuit een psychologisch oogpunt lijkt dit combinatorisch spel het essentiële kenmerk van het productieve denken te zijn - voordat er enige connectie is met logische constructies in woorden of andere soorten tekens die aan anderen kunnen worden doorgegeven.
(B) De bovengenoemde elementen zijn, in mijn geval, visueel en sommige van het gespierde soort. Conventionele woorden of andere tekens moeten slechts omslachtig worden gezocht in een secundaire fase, wanneer het genoemde associatieve spel voldoende is vastgelegd en naar wens kan worden gereproduceerd.
(C) Volgens wat is gezegd, is het spelen met de genoemde elementen bedoeld om analoog te zijn aan bepaalde logische verbindingen waarnaar men op zoek is.
(D) Visueel en motorisch (bewegende beelden). In een stadium waarin woorden überhaupt tussenbeide komen, zijn ze in mijn geval puur auditief, maar ze bemoeien zich alleen in een secundaire fase, zoals hiervoor vermeld."
Einstein was ervan overtuigd dat conceptueel denken gebaseerd is op visueel begrip (Anschauung) en niet op woordelijk begrip. Hij plaatste het ABC van het visueel begrip voor het ABC van de letters. Einstein heeft dit ook vanaf 1916 in een aantal gesprekken met Max Wertheimer aangevoerd. Wertheimer was een vriend van Einstein en een van de grondleggers van de Gestalt-psychologie.